# Cox’s Bazar (Distrikt)
Der Distrikt Cox’s Bazar (Bengalisch: কক্সবাজার জেলা, Kaksabājār jelā) ist ein Verwaltungsdistrikt im südöstlichen Bangladesch in der Division Chittagong. Sitz der Distriktsverwaltung ist die Stadt Cox’s Bazar. Der Distrikt hat 2.289.990 Einwohner (Volkszählung 2011).

## Geografie
Der 2419,85 km² große Distrikt grenzt im Norden an den Distrikt Chittagong, im Osten an Bandarban, den Fluss Naf und die Provinz Rakhaing in Myanmar. Im Süden und Westen liegt der Golf von Bengalen. Das größte Flüchtlingslager der Welt, das Flüchtlingslager Kutupalong, liegt auch in diesem Distrikt.
Die wichtigsten Gewässer des Distrikts sind die Flüsse Bakkhali, Matamuhuri, Naf und Reju Khal. Mehrere Hauptgebirgsketten verlaufen In Richtung von NW nach SO durch den Distrikt. An der Küste gibt es zudem zahlreiche Sandstrände.
Zum Distrikt gehören die sechs großen Inseln Kutubdia, Maheshkhali, Matarbari, Shah Pari, Sonadia und St. Martin.

Blick entlang der Küstenlinie am Golf von Bengalen im südlichen Teil des Distrikts Cox's Bazar

### Natur und Tierwelt
Die natürliche Vegetation besteht aus Regenwäldern, Laubwäldern, Bambuswäldern, Farnen und Grasland.
Zur Tierwelt gehören Elefanten, Leoparden, Wildkatzen, wilde Hunde und mehr als 600 verschiedene Vogelarten. Flora und Fauna gleichen derjenigen des Nachbarstaats Myanmar und nicht der indischen Pflanzenwelt und Tierwelt.
Häufig werden Agrarflächen durch Brandrodung (bengalisch Jhum) geschaffen. Dies und die Bodenerosion in Gebieten mit Entwaldung sind die Hauptgründe für die Veränderung der Landschaft.

### Klima
Das Klima ist subtropisch und die Temperaturen schwanken zwischen 16,1 und 34,8 °Celsius. Die durchschnittliche jährliche Regenmenge beträgt 4285 mm. Die durchschnittliche Luftfeuchtigkeit beträgt meist mehr als 70 %. In den Monaten von November bis März fällt wenig Regen. Juni, Juli und August sind die Monate mit dem meisten Regen.

## Geschichte
Vom 10. Jahrhundert an war das Gebiet ein Teil des Königreichs von Arakan. Von 1666 an zahlten die örtlichen Herrscher Tribut an das Mogulreich. Das geschwächte Mogulreich verlor das Gebiet 1784 an die aggressiv-expandistische Konbaung-Dynastie der Birmaner. Flüchtlinge aus dem von den Birmanern eroberten Reich von Arakan siedelten sich an. Um einer weiteren Verfolgung durch die Birmaner zu verhindern, wandten sich die Arakanesen an die Briten. Diese übernahmen das Gebiet 1799 und unterstellten es der Präsidentschaft Bengalen, zu dem es bis 1947 gehörte. Ab 1854 war Cox’s Bazar ein Unterdistrikt (Upazila) der Division Chittagong. Seit der Unabhängigkeit von den Briten war es Teil von Ostpakistan, das 1971 zu Bangladesch wurde. Der Unterdistrikt wurde 1984 zu einem eigenen Distrikt (Zila).

## Bevölkerung

### Bevölkerungsentwicklung
Wie überall in Bangladesch wächst die Einwohnerzahl im Distrikt seit Jahrzehnten stark an. Dies verdeutlicht die folgende Tabelle:

### Bedeutende Orte
Einwohnerstärkste Ortschaft innerhalb des Distrikts ist der Distriktshauptort Cox’s Bazar. Weitere Städte (Towns) sind Chakaria, Maheshkhali und Teknaf. Weitere Orte mit mehr als 25000 Bewohnern sind Kutubdia (auch Baraghop genannt), Pekua, Ramu und Uhalapalong (auch Ukhia genannt). Die städtische Bevölkerung macht insgesamt 21,79 Prozent der gesamten Bevölkerung aus.

## Verwaltung
Der Distrikt Cox’s Bazar ist derzeit in sieben so genannte Upazilas unterteilt: Cox’s Bazar Sadar, Chakoria, Maheshkhali, Teknaf, Ramu, Kutubdia und Ukhia. Innerhalb dieser Verwaltungsunterteilung gibt es vier selbstverwaltende Städte (municipalities), 71 Union Parishads (Dorfräte) und 989 Dörfer.

## Wirtschaft
Insgesamt gibt es (2011) 1.020.548 Personen, die älter als 10 Jahre alt und nicht Angestellte oder Selbständige sind. Von diesen sind 470.687 Personen in der Schule, 22.355 Menschen auf Arbeitssuche und 527.506 Menschen arbeiten in einem Haushalt. 603.046 Personen sind erwerbstätig. Davon arbeiten 299.765 (=49,7 Prozent) Personen in Landwirtschaft und Fischerei, 47.163 in der Industrie und 256.118 Menschen im Bereich Dienstleistungen.
Landwirtschaftliche Haupterzeugnisse sind Kartoffeln, Reis, Zwiebeln, Hülsenfrüchte, Knoblauch, Weizen, Zuckerrohr, Erdnüsse und Tabak. Als am meisten verbreiteten Obstsorten gelten Papayas, Bananen, Pfirsiche, Jackfrucht, Mangos, Litchis, Kokosnüsse und Limonen.
Der Dulahazara-Safari-Park besteht seit 1996.

## Gesundheit
Es gibt ein einziges Krankenhaus und in jedem Unterbezirk ein Gesundheitszentrum. Auf örtlicher Ebene gibt es zudem kleinere Gesundheitszentren und Familienplanungszentren.

## Verkehr
Im ganzen Distrikt gibt es keine einzige Bahnlinie. Daher wickelt sich der regionale Verkehr meist mit Autorikschas und Kleinbussen und der überregionale Verkehr mit Bussen ab.